# EHF Champions League mannen 2011/12
De EHF Champions League 2011/12 is de 52ste editie van de EHF Champions League en het 19ste seizoen onder de auspiciën van de EHF. THW Kiel is de titelhouder. De final four wordt gespeeld op 26 en 27 juni 2012.

## Deelnemers
| Groepsfase | Groepsfase | Groepsfase | Groepsfase |
| --- | --- | --- | --- |
| - Bosna Gas Sarajevo: Kampioen van Bosnië en Herz. - AG København: Kampioen van Denemarken - Bjerringbro-Silkeborg: Vice-kampioen van Denemarken - HSV Hamburg: Kampioen van Duitsland - THW Kiel: Vice-kampioen van Duistand - Füchse Berlin: Nummer 3 van Duitsland - Montpellier Agglomeration: Kampioen van Frankrijk - Chambéry Savoie: Vice-kampioen van Frankrijk - MBK Veszprém: Kampioen van Hongarije - Pick Szeged: Vice-kampioen van Hongarije | - Bosna Gas Sarajevo: Kampioen van Bosnië en Herz. - AG København: Kampioen van Denemarken - Bjerringbro-Silkeborg: Vice-kampioen van Denemarken - HSV Hamburg: Kampioen van Duitsland - THW Kiel: Vice-kampioen van Duistand - Füchse Berlin: Nummer 3 van Duitsland - Montpellier Agglomeration: Kampioen van Frankrijk - Chambéry Savoie: Vice-kampioen van Frankrijk - MBK Veszprém: Kampioen van Hongarije - Pick Szeged: Vice-kampioen van Hongarije | - Croatia Osiguranje Zagreb: Kampioen van Kroatië - Orlen Wisła Płock: Kampioen van Polen - HCM Constanța: Kampioen van Roemenië - Chehovskie Medvedi: Kampioen van Rusland - St. Petersburg HC: Vice-kampioen van Rusland - Cimos Koper: Kampioen van Slovenië - FC Barcelona Intersport: Kampioen van Spanje - BM Atlético Madrid: Vice-kampioen van Spanje - Reale Ademar Leon: Nummer 3 van Spanje - Kadetten Schaffhausen: Kampioen van Zwitserland | - Croatia Osiguranje Zagreb: Kampioen van Kroatië - Orlen Wisła Płock: Kampioen van Polen - HCM Constanța: Kampioen van Roemenië - Chehovskie Medvedi: Kampioen van Rusland - St. Petersburg HC: Vice-kampioen van Rusland - Cimos Koper: Kampioen van Slovenië - FC Barcelona Intersport: Kampioen van Spanje - BM Atlético Madrid: Vice-kampioen van Spanje - Reale Ademar Leon: Nummer 3 van Spanje - Kadetten Schaffhausen: Kampioen van Zwitserland |
| Voorronde | | | |
| Kwalificatietoernooi | Kwalificatietoernooi | Wildcardtoernooi | Wildcardtoernooi |
| - AEK Athene: Kampioen van Griekenland - FH Hafnarfjardar: Kampioen van IJsland - Maccabi Rishon Srugo LeZion: Kampioen van Israël - Metalurg: Kampioen van Macedonië - Haslum HK: Kampioen van Noorwegen - Fivers: Kampioen van Oostenrijk | - FC Porto Vitalist: Kampioen van Portugal - Partizan: Kampioen van Servië - Tatran Prešov: Kampioen van Slowakije - Beşiktaş JK - Dinamo-Minsk: Kampioen van Wit-Rusland - IK Sävehof: Kampioen van Zweden | - Rhein-Neckar Löwen: Nummer 4 van Duitsland - Dunkerque Grand Littoral: Nummer 3 van Frankrijk | - Vive Targi Kielce: Vice-kampioen van Polen - Cuatro Rayas Valladolid: Nummer 5 van Spanje |

## Speeldagen
|                      | Voorronde            | Voorronde            | Groepsfase                | Knock-out fase     | Knock-out fase     | FINAL4      | FINAL4      |
| Kwalificatietoernooi | Wildcardtoernooi     | 1/8 finale           | Groepsfase                | 1/4 finale         | 1/2 finale         | finale      |             |
| -------------------- | -------------------- | -------------------- | ------------------------- | ------------------ | ------------------ | ----------- | ----------- |
| Datums               | 3 - 4 september 2011 | 3 - 4 september 2011 | 28 sep. '11 - 29 feb. '12 | 21 - 26 maart 2012 | 17 - 12 april 2012 | 26 mei 2012 | 27 mei 2012 |
| Loting               | 27 juni 2011         | 27 juni 2011         | 28 juni                   | 28 februari 2012   | 27 maart 2012      | 2 mei 2012  | 2 mei 2012  |

## Voorronde

### Kwalificatietoernooi
In het kwalificatietoernooi spelen twaalf teams verdeeld in drie poules van vier teams. De teams proberen ze het toernooi te winnen. Het winnen van de kwalificatietoernooi staat gerand voor een plaats in de groepsfase van de EHF Champions League.

#### Loting
| Pot 1         | Pot 2            | Pot 3     | Pot 4                       |
| ------------- | ---------------- | --------- | --------------------------- |
| IK Sävehof    | AEK Athene       | Haslum HK | FC Porto Vitalist           |
| Metalurg      | FH Hafnarfjardar | Fivers    | Beşiktaş JK                 |
| Tatran Prešov | Dinamo-Minsk     | Partizan  | Maccabi Srugo Rishon LeZion |

#### Kwalificatietoernooi I
Locatie:  Prešov, Slowakije
|  | halve finale      | halve finale     |  |                   | finale           | finale           |
|  |                   |                  |  |                   |                  |                  |
|  | 3 september 2011  |                  |  |                   |                  |                  |
|  | AEK Athene        | 25               |  |                   |                  |                  |
|  | Partizan          | 26               |  |                   | 4 september 2011 | 4 september 2011 |
|  |                   |                  |  |                   | Partizan         | 33               |
|  | 3 september 2012  | 3 september 2012 |  | FC Porto Vitalist | 26               |                  |
|  | Tatran Prešov     | 28               |  |                   |                  |                  |
|  | FC Porto Vitalist | 29               |  |                   |                  |                  |

#### Kwalificatietoernooi II
Locatie:  Margareten, Oostenrijk
|  | halve finale     | halve finale     |  |              | finale           | finale           |
|  |                  |                  |  |              |                  |                  |
|  | 3 september 2011 |                  |  |              |                  |                  |
|  | IK Sävehof       | 34               |  |              |                  |                  |
|  | Beşiktaş JK      | 28               |  |              | 4 september 2011 | 4 september 2011 |
|  |                  |                  |  |              | IK Sävehof       | 33               |
|  | 3 september 2012 | 3 september 2012 |  | Dinamo-Minsk | 32               |                  |
|  | Dinamo-Minsk     | 32               |  |              |                  |                  |
|  | Fivers           | 23               |  |              |                  |                  |

#### Kwalificatietoernooi III
Locatie  Risjon Letsion, Israël
|  | halve finale                | halve finale     |  |           | finale           | finale           |
|  |                             |                  |  |           |                  |                  |
|  | 3 september 2011            |                  |  |           |                  |                  |
|  | Metalurg                    | 27               |  |           |                  |                  |
|  | Maccabi Srugo Rishon LeZion | 19               |  |           | 4 september 2011 | 4 september 2011 |
|  |                             |                  |  |           | Metalurg         | 29               |
|  | 3 september 2012            | 3 september 2012 |  | Haslum HK | 28               |                  |
|  | FH Hafnarfjörður            | 29               |  |           |                  |                  |
|  | Haslum HK                   | 39               |  |           |                  |                  |

### Wildcardtoernooi
|  | halve finale             | halve finale     |  |                    | finale            | finale           |
|  |                          |                  |  |                    |                   |                  |
|  | 3 september 2011         |                  |  |                    |                   |                  |
|  | Cuatro Rayas Valladolid  | 19               |  |                    |                   |                  |
|  | Vive Targi Kielce        | 21               |  |                    | 4 september 2011  | 4 september 2011 |
|  |                          |                  |  |                    | Vive Targi Kielce | 32               |
|  | 3 september 2012         | 3 september 2012 |  | Rhein-Neckar Löwen | 30                |                  |
|  | Rhein-Neckar Löwen       | 36               |  |                    |                   |                  |
|  | Dunkerque Grand Littoral | 39               |  |                    |                   |                  |

## Groepsfase

### Loting
| Hoed 1                    | Hoed 2                    | Hoed 3                | Hoed 4            | Hoed 5                | Hoed 6            |
| ------------------------- | ------------------------- | --------------------- | ----------------- | --------------------- | ----------------- |
| FC Barcelona Intersport   | MBK Veszprém              | BM Atlético Madrid    | St. Petersburg HC | Pick Szeged           | Partizan          |
| HSV Hamburg               | Croatia Osiguranje Zagreb | THW Kiel              | Chambéry Savoie   | Bjerringbro-Silkeborg | IK Sävehof        |
| Chehovskie Medvedi        | AG København              | HCM Constanța         | Reale Ademar Leon | Bosna Gas Sarajevo    | Metalurg          |
| Montpellier Agglomeration | Cimos Koper               | Kadetten Schaffhausen | Füchse Berlin     | Orlen Wisła Płock     | Vive Targi Kielce |

### Groep A
| Pos | Club                      | Gs | W | G | V  | Pnt | Dv  | Dt  | Ds   | Opmerking              |
| --- | ------------------------- | -- | - | - | -- | --- | --- | --- | ---- | ---------------------- |
| 1.  | FC Barcelona Intersport   | 10 | 9 | 0 | 1  | 18  | 336 | 245 | 91   | 000 Achtste finale 000 |
| 2.  | Croatia Osiguranje Zagreb | 10 | 8 | 0 | 2  | 16  | 289 | 255 | 34   | 000 Achtste finale 000 |
| 3.  | IK Sävehof                | 10 | 5 | 0 | 5  | 10  | 291 | 300 | -9   | 000 Achtste finale 000 |
| 4.  | Kadetten Schaffhausen     | 10 | 4 | 0 | 6  | 8   | 309 | 283 | 26   | 000 Achtste finale 000 |
| 5.  | Chambéry Savoie           | 10 | 4 | 0 | 6  | 8   | 276 | 270 | 6    | Uitgeschakeld          |
| 6.  | Bosna Gas Sarajevo        | 10 | 0 | 0 | 10 | 0   | 195 | 343 | -148 | Uitgeschakeld          |

0000000000 Kadetten Schaffhausen 29-24 Chambéry Savoie

### Groep B
| Pos | Club                  | Gs | W | G | V  | Pnt | Dv  | Dt  | Ds  | Opmerking              |
| --- | --------------------- | -- | - | - | -- | --- | --- | --- | --- | ---------------------- |
| 1.  | BM Atlético Madrid    | 10 | 7 | 2 | 1  | 16  | 318 | 285 | 33  | 000 Achtste finale 000 |
| 2.  | MBK Veszprém          | 10 | 6 | 0 | 4  | 12  | 266 | 266 | 0   | 000 Achtste finale 000 |
| 3.  | Füchse Berlin         | 10 | 5 | 1 | 4  | 11  | 295 | 285 | 10  | 000 Achtste finale 000 |
| 4.  | Vive Targi Kielce     | 10 | 5 | 1 | 4  | 11  | 296 | 292 | 4   | 000 Achtste finale 000 |
| 5.  | Chehovskie Medvedi    | 10 | 2 | 3 | 3  | 10  | 291 | 276 | 15  | Uitgeschakeld          |
| 6.  | Bjerringbro-Silkeborg | 10 | 0 | 0 | 10 | 0   | 253 | 315 | -62 | Uitgeschakeld          |

### Groep C
| Pos | Club              | Gs | W | G | V | Pnt | Dv  | Dt  | Ds  | Opmerking              |
| --- | ----------------- | -- | - | - | - | --- | --- | --- | --- | ---------------------- |
| 1.  | HSV Hamburg       | 10 | 9 | 1 | 0 | 19  | 310 | 245 | 65  | 000 Achtste finale 000 |
| 2.  | Cimos Koper       | 10 | 5 | 3 | 2 | 13  | 267 | 248 | 19  | 000 Achtste finale 000 |
| 3.  | Metalurg          | 10 | 5 | 2 | 3 | 12  | 254 | 231 | 23  | 000 Achtste finale 000 |
| 4.  | Orlen Wisła Płock | 10 | 4 | 1 | 5 | 9   | 273 | 269 | 4   | 000 Achtste finale 000 |
| 5.  | St. Petersburg HC | 10 | 2 | 1 | 7 | 5   | 241 | 301 | -60 | Uitgeschakeld          |
| 6.  | HCM Constanța     | 10 | 1 | 0 | 9 | 2   | 235 | 286 | -51 | Uitgeschakeld          |

### Groep D
| Pos | Club                      | Pnt | Gs | W | G | V  | Dv  | Dt  | Ds  | Opmerking              |
| --- | ------------------------- | --- | -- | - | - | -- | --- | --- | --- | ---------------------- |
| 1.  | THW Kiel                  | 16  | 10 | 7 | 2 | 1  | 318 | 263 | 55  | 000 Achtste finale 000 |
| 2.  | AG København              | 15  | 10 | 7 | 1 | 2  | 298 | 268 | 30  | 000 Achtste finale 000 |
| 3.  | Reale Ademar Leon         | 13  | 10 | 6 | 1 | 3  | 302 | 296 | 6   | 000 Achtste finale 000 |
| 4.  | Montpellier Agglomeration | 10  | 10 | 5 | 0 | 5  | 307 | 293 | 14  | 000 Achtste finale 000 |
| 5.  | Pick Szeged               | 6   | 10 | 3 | 0 | 7  | 285 | 316 | -31 | Uitgeschakeld          |
| 6.  | Partizan                  | 0   | 10 | 0 | 0 | 10 | 243 | 317 | -74 | Uitgeschakeld          |

## Knock-outfase

### Loting
|   | Pot 1                   | Pot 2                     | Pot 3             | Pot 4                     |
| - | ----------------------- | ------------------------- | ----------------- | ------------------------- |
| A | FC Barcelona Intersport | Croatia Osiguranje Zagreb | IK Sävehof        | Kadetten Schaffhausen     |
| B | BM Atlético Madrid      | MBK Veszprém              | Vive Targi Kielce | Füchse Berlin             |
| C | HSV Hamburg             | Cimos Koper               | Metalurg          | Orlen Wisła Płock         |
| B | THW Kiel                | AG København              | Reale Ademar Leon | Montpellier Agglomeration |

### Achtste finale
| Pot     | Team 1                    | Score   | Team 2                    | 1       | 2       |
| ------- | ------------------------- | ------- | ------------------------- | ------- | ------- |
| Pot 4+1 | Füchse Berlin             | 56 - 53 | HSV Hamburg               | 32 - 30 | 24 - 23 |
| Pot 4+1 | Montpellier Agglomeration | 50 - 64 | FC Barcelona Intersport   | 30 - 28 | 20 - 36 |
| Pot 4+1 | Orlen Wisła Płock         | 48 - 63 | THW Kiel                  | 24 - 36 | 24 - 27 |
| Pot 4+1 | Kadetten Schaffhausen     | 57 - 62 | BM Atlético Madrid        | 27 - 36 | 30 - 26 |
| Pot 3+2 | Reale Ademar Leon         | 56 - 55 | MBK Veszprém              | 31 - 28 | 25 - 27 |
| Pot 3+2 | Vive Targi Kielce         | 50 - 51 | Cimos Koper               | 27 - 26 | 23 - 25 |
| Pot 3+2 | Metalurg                  | 40 - 44 | Croatia Osiguranje Zagreb | 19 - 18 | 21 - 26 |
| Pot 3+2 | IK Sävehof                | 49 - 60 | AG København              | 24 - 34 | 24 - 26 |

### Kwartfinale
| Team 1                    | Score   | Team 2                  | 1       | 2       |
| ------------------------- | ------- | ----------------------- | ------- | ------- |
| AG København              | 62 - 59 | FC Barcelona Intersport | 29 - 23 | 33 - 36 |
| Reale Ademar Leon         | 52 - 52 | Füchse Berlin           | 34 - 23 | 18 - 29 |
| Croatia Osiguranje Zagreb | 58 - 64 | THW Kiel                | 31 - 31 | 27 - 33 |
| Cimos Koper               | 50 - 54 | BM Atlético Madrid      | 26 - 23 | 24 - 31 |

0000000000 Füchse Berlin wint met uitgoals

## Final Four

### Halve finale
| 26 mei 2012 15:15 | Füchse Berlin | 24 – 25 | THW Kiel | Lanxess Arena, Keulen Scheidsrechters: Abrahamsen, Kristiansen (NOR) |
| 26 mei 2012 15:15 | (12-15)       |         |          | Lanxess Arena, Keulen Scheidsrechters: Abrahamsen, Kristiansen (NOR) |
| 26 mei 2012 15:15 | 3× 4×         | Verslag | 3× 4×    | Lanxess Arena, Keulen Scheidsrechters: Abrahamsen, Kristiansen (NOR) |

| 26 mei 2012 18:00 | BM Atlético Madrid | 25 – 23 | AG København | Lanxess Arena, Keulen Scheidsrechters: Gubica, Milosevic (CRO) |
| 26 mei 2012 18:00 | (12-15)            |         |              | Lanxess Arena, Keulen Scheidsrechters: Gubica, Milosevic (CRO) |
| 26 mei 2012 18:00 | 3× 2×              | Verslag | 3×           | Lanxess Arena, Keulen Scheidsrechters: Gubica, Milosevic (CRO) |

### Wedstrijd om de derde plaats
| 27 mei 2012 15:15 | Füchse Berlin | 21 – 26 | AG København | Lanxess Arena, Keulen Scheidsrechters: Badura, Ondogrecula (SVK) |
| 27 mei 2012 15:15 | (9-13)        |         |              | Lanxess Arena, Keulen Scheidsrechters: Badura, Ondogrecula (SVK) |
| 27 mei 2012 15:15 | 3×            | Verslag | 3× 4×        | Lanxess Arena, Keulen Scheidsrechters: Badura, Ondogrecula (SVK) |

### Finale
| 27 mei 2012 18:00 | THW Kiel | 26 – 21 | BM Atlético Madrid | Lanxess Arena, Keulen Scheidsrechters: Nikolic, Stojkovic (SRB) |
| 27 mei 2012 18:00 | (13-10)  |         |                    | Lanxess Arena, Keulen Scheidsrechters: Nikolic, Stojkovic (SRB) |
| 27 mei 2012 18:00 | 3× 7×    | Verslag | 3× 8× 1×           | Lanxess Arena, Keulen Scheidsrechters: Nikolic, Stojkovic (SRB) |